# Лагуна Нигел (Калифорнија)
Лагуна Нигел (енгл. Laguna Niguel) град је у америчкој савезној држави Калифорнија. По попису становништва из 2010. у њему је живело 62.979 становника.

## Демографија
Према попису становништва из 2010. у граду је живело 62.979 становника, што је 1.088 (1,8%) становника више него 2000. године.
| Група             | 2000.          | 2010.          |
| Белци             | 47.916 (77,4%) | 45.682 (72,5%) |
| Афроамериканци    | 776 (1,3%)     | 777 (1,2%)     |
| Азијати           | 4.784 (7,7%)   | 5.459 (8,7%)   |
| Хиспаноамериканци | 6.425 (10,4%)  | 8.761 (13,9%)  |
| Укупно            | 61.891         | 62.979         |